# Rhyacophila parva
Rhyacophila parva är en nattsländeart som beskrevs av Douglas E. Kimmins 1953. Rhyacophila parva ingår i släktet Rhyacophila och familjen rovnattsländor. Utöver nominatformen finns också underarten R. p. mukpo.